# Грознатовци
Грознатовци (на сръбски: Грознатовци или Groznatovci) е село в Западните покрайнини, община Сурдулица, Пчински окръг, Сърбия. Има население от 21 жители (по преброяване от септември 2011 г.).

## История
В стари документи и османски регистри се споменава като: Рузнатовци в 1451 г.; Грознатовци в 1878 г.
В съкратен регистър на Пиротския кадилък от 1530 година Грознатовча е отбелязано като село с 13 домакинства и една вдовица. В селото има и един соколар, отглеждащ соколи за султана - поп Йован, син на Радивой, брат на Радивой.
С Ньойския договор остава извън границите на България и е присъединено към Сърбия.

## Демография
- 1948 – 273
- 1953 – 245
- 1961 – 176
- 1971 – 125
- 1981 – 79
- 1991 – 58
- 2002 – 40
- 2011 – 21

## Етнически състав
(2002)
- 80,0% – българи
- 12,5% – югославяни
- 7,5% – сърби

## Личности
Родени в Грознатовци
- Симо Соколов (1848 – 1918) – революционер, обществен деец
- Станой Йонев (1923 – 1996) – бивш кмет на Варна